# Botswana az 1996. évi nyári olimpiai játékokon
Botswana az egyesült államokbeli Atlantában megrendezett 1996. évi nyári olimpiai játékok egyik részt vevő nemzete volt. Az országot az olimpián 2 sportágban 7 sportoló képviselte, akik érmet nem szereztek.

## Atlétika
Férfi
| Versenyző                                                      | Versenyszám     | Előfutam | Előfutam | Előfutam | Negyeddöntő | Negyeddöntő | Negyeddöntő | Elődöntő | Elődöntő | Elődöntő | Döntő         | Döntő         |
| Versenyző                                                      | Versenyszám     | Idő      | Hely.    | Össz.    | Idő         | Hely.       | Össz.       | Idő      | Hely.    | Össz.    | Idő           | Helyezés      |
| -------------------------------------------------------------- | --------------- | -------- | -------- | -------- | ----------- | ----------- | ----------- | -------- | -------- | -------- | ------------- | ------------- |
| Justice Dipeba                                                 | 200 m           | 21,09    | 5.       | 57.      | kiesett     | kiesett     | kiesett     | kiesett  | kiesett  | kiesett  | kiesett       | kiesett       |
| Benjamin Keleketu                                              | Maraton         |          |          |          |             |             |             |          |          |          | nem ért célba | nem ért célba |
| Aggripa Matshameko Keteng Baloseng Rampa Mosveu Johnson Kubisa | 4 × 400 m váltó | 3:06,62  | 5.       | 21.      |             |             |             | kiesett  | kiesett  | kiesett  | kiesett       | kiesett       |

## Ökölvívás
| Versenyző         | Versenyszám | Selejtező                    | Nyolcaddöntő      | Negyeddöntő       | Elődöntő          | Döntő             | Helyezés |
| Versenyző         | Versenyszám | Ellenfél Eredmény            | Ellenfél Eredmény | Ellenfél Eredmény | Ellenfél Eredmény | Ellenfél Eredmény | Helyezés |
| ----------------- | ----------- | ---------------------------- | ----------------- | ----------------- | ----------------- | ----------------- | -------- |
| Modiradilo Healer | Papírsúly   | Albert Guardado (USA) · 9–11 | kiesett           | kiesett           | kiesett           | kiesett           | 17.      |